# Oswald aus dem Winckel
Konrad Oswald Bodo aus dem Winckel (* 13. Oktober 1860 in Ober Heidersdorf, Kreis Lauban; † 3. November 1939 in Breslau) war ein preußischer Landrat des Kreises Peine und Chronist der Adelsfamilie Aus dem Winkel.

## Leben und Wirken
Er stammte aus dem Adelsgeschlecht Aus dem Winckel. Sein Vater war der Gutsbesitzer zu Ober-Heidersdorf, Oswald sen. aus dem Winckel (* 1825; † 1866), seine Mutter Agnes von Sprenger (* 1831; † 1922). Die Mutter lebte als Witwe in Dresden. Oswald hatte mehrere Geschwister, Erich (* 1859; † 1933) heiratete Hedwig von Zychlinska. Bruder Henning (* 1863; † 1925) erbte das Gut Logau, wurde Offizier und später Politiker, u. a. M.d.R. Der jüngste Bruder war Hans (* 1866), der unverheiratet blieb. Zwei Geschwister waren 1855 früh gestorben.  
Oswald hatte 1887 in Görlitz Frida von Kessel (* 1865; † 1939) geheiratet und mir ihr vier Kinder. Der älteste Sohn Hans Wolf starb dreijährig, der zweite Sohn Hans Christoph als kgl. sächs. Ulanen-Leutnant im Ersten Weltkrieg 1916, zuletzt bei der Fliegertruppe. Der Sohn Hans-Peter aus dem Winckel (* 1898) wurde Offizier im Ulanen-Regiment Nr. 17.
Oswald war, wie später auch sein Bruder Henning, seit 1873 auf dem Vitzthum-Gymnasium Dresden. Dann studierte Oswald aus dem Winckel in Bonn Jura. Dann trat in den Dienst des Königs von Preußen, für den er 1898 das Amt des Landrats in der Kreisstadt Peine übernahm und bis 1920 ausübte. Bereits vor seiner Pensionierung beschäftigte er sich intensiv mit der Genealogie der Familie, wurde 1909 Mitglied des Vereins Herold. 1921 verfasste er das dreibändige Werk Geschichte der Familie aus dem Winckel, das in Druck erschien. Oswald selbst gehörte zur Familienlinie I Wettin, Otto Christoph aus dem Winckel war ein direkter Vorfahre.

## Genealogie
- Gothaisches Genealogisches Taschenbuch der Adeligen Häuser. Der in Deutschland eingeborene Adel (Uradel). 1905. Sechster Jahrgang, Justus Perthes, Gotha 1904, S. 878.
- Gothaisches Genealogisches Taschenbuch der Uradeligen Häuser. 1918. Neunzehnter Jahrgang, Justus Perthes, Gotha 1917, S. 942. Siehe: Internet Archive (Kostenfrei).
- Gothaisches Genealogisches Taschenbuch der Adeligen Häuser. Zugleich Adelsmatrikel der D.A.G. Teil A (Uradel). 1939. 38. Jahrgang, Justus Perthes, Gotha 1938. Siehe: FamilySearch (Kostenfrei).
- Hans Friedrich von Ehrenkrook, Friedrich Wilhelm Euler, Walter von Hueck, u. a.: Genealogisches Handbuch der Adeligen Häuser. A (Uradel). 1960. Band IV, Band 22 der Gesamtreihe GHdA, Hrsg. Deutsches Adelsarchiv, C. A. Starke, Limburg an der Lahn 1960, S. 624–625.

## Werk
- Oswald aus dem Winckel: Geschichte der Familie aus dem Winckel. 3 Bände (Maschinendruck). Ober-Schreiberhau 1921. DNB 561036411
  - Band 1: Geschichte der Familie aus dem Winckel. Mit 24 Stammtafeln. DNB 36869688X
  - Band 2a: Urkunden und Regesten von 1324-1725. DNB 368696898
  - Band 2b: Urkunden u. Regesten von 1726-1885. Unaufgeklärte Urkunden; Namen-Register. DNB 368696901